# Wotton Underwood
Pour les articles homonymes, voir Wotton.
Wotton Underwood est un village et une paroisse civile du Buckinghamshire, en Angleterre. Il est situé dans l'ouest du comté, à une dizaine de kilomètres au nord de la ville de Thame. Administrativement, il relève du district d'Aylesbury Vale. Au recensement de 2011, il comptait 119 habitants.
La gare de Wotton, fermée et détruite, desservait le village.